# Bâtiment de la Banque Espagnole de Crédit à Barcelone
 (mars 2023).
Le Bâtiment de la Banque Espagnole de Crédit à Barcelone est situé place de Catalogne à Barcelone. Il a été réalisé par Eusebi Bona pour la Banque Espagnole de Crédit entre 1940 et 1950.
Ce sobre bâtiment de style classique a été réalisé en pierre et est couronné par une tour.

## Histoire
L'édifice a été occupé auparavant par l'Hôtel Colón,. En 2018 a été inauguré un hôtel.